# Дрејпер (Јужна Дакота)
Дрејпер (енгл. Draper) град је у америчкој савезној држави Јужна Дакота.

## Демографија
По попису из 2010. године број становника је 82, што је 10 (-10,9%) становника мање него 2000. године.
| Група             | 2000.       | 2010.      |
| Белци             | 92 (100,0%) | 81 (98,8%) |
| Афроамериканци    | 0 (0,0%)    | 0 (0,0%)   |
| Азијати           | 0 (0,0%)    | 0 (0,0%)   |
| Хиспаноамериканци | 0 (0,0%)    | 0 (0,0%)   |
| Укупно            | 92          | 82         |